# Infern - Cant Dotzè

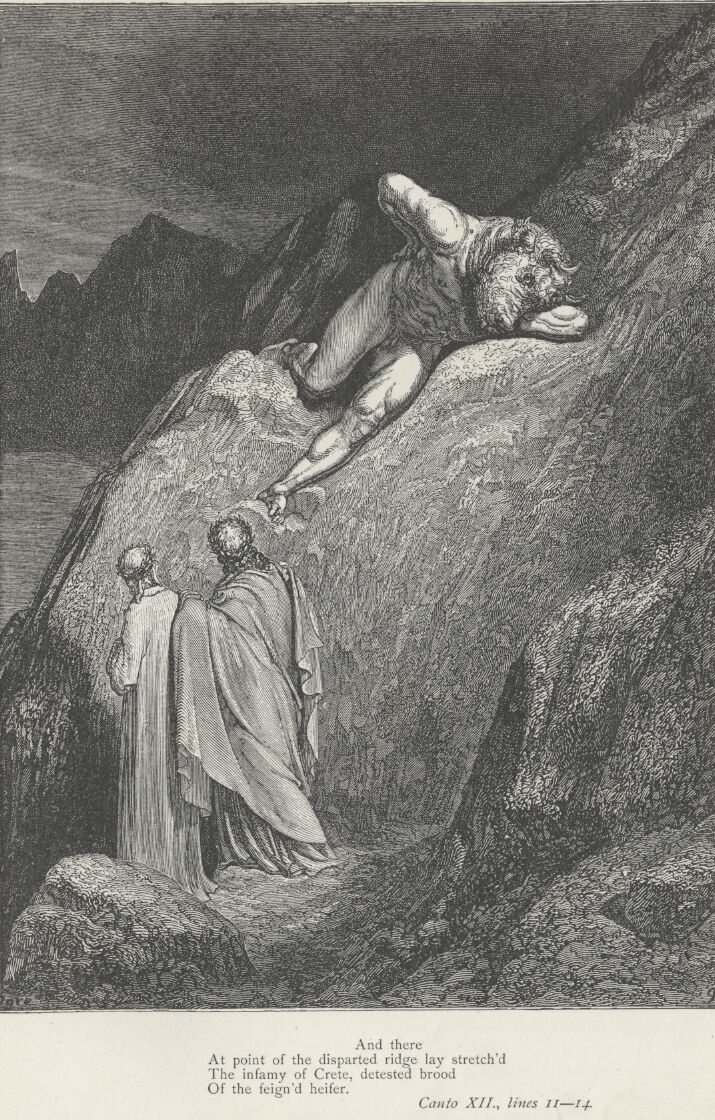
El minotaure imaginat per Gustave Doré

El dotzè cant de l'Infern de Dante Alighieri té lloc en la primera secció (cercle menor, "girone") de les tres en què es divideix el setè cercle. Com a guardià d'aquesta secció els dos poetes troben al Minotaure, que s'enfureix contra ell mateix, ja que veu que no pot fer res contra els intrusos. Després continuen el descens per l'esllavissament de terra (a causa del terratrèmol que es va produir quan Jesucrist va venir a rescatar els Patriarques bíblics que es trobaven als llimbs, per pujar-los directament al cel (v. Infern -Cant Quart vv. 52-62), fins que troben el riu de sang bullent (Flegetont) custodiat per centaures armats amb sagetes, que els aturen però que escolten i obeeixen el que els diu Virgili. Gràcies a un dels centaures (Nessus), Dante pot travessar el riu bullent a la seva gropa. Es presenten diversos homicides que estan més o menys submergits en el corrent segons el grau dels seus pecats. Els centaures vigilen que no surtin del corrent més del que els toca, enviant-los les seves sagetes. Un cop passat el riu bullent el centaure Nessus se'n torna enrere i deixa els dos poetes a l'altre costat.
Ens trobem en les albors de 9 abril 1300 (Dissabte Sant), o d'acord amb altres comentaristes el 26 març 1300.

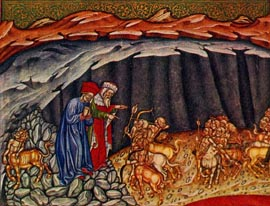
Inf. 12 Vitae Imperatorum Master, el minotaure s'allunya; Dante i Virgili baixen per l'esllavissament de terres i troben tres centaures seguits d'altres centaures, 1440 ca..jpg

## Anàlisi del cant

### El lliscament de terra i el Minotaure - vv. 1-45
Dante i Virgili s'havien aturat un moment abans d'entrar a la fossa del baix infern, el temps just per habituar-se a la pudor i explicar l'estructura de l'infern. Al començament d'aquest cant reprenen el camí, i s'enfronten a un esllavissament de terra, que a Dante li recorda una "ruïna" similar a la que hi ha on el riu Adige va colpejar prop de Trento una muntanya i la va fer caure rodolant, lloc que normalment es coneix com l'esllavissament de Marco (Lavini di Marco), prop de Rovereto, reprenent un fragment d'Albert el Gran (De Meteoris III, 6) que probablement va servir d'inspiració a Dante; més que una experiència directa sobre el terreny, que és poc probable, perquè l'infern es va escriure durant els primers anys d'exili. El poeta apunta que com a despreniment, és possible baixar per allí.

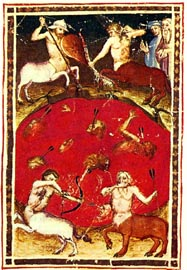
Inf. 12 anònim florentí. Els centaures assageten amb les seves sagetes els condemnats del riu Flegetont.

Encara que ho ha anticipat uns versos abans (paràfrasis: "Vam arribar a la riba d'un lliscament de terra on vam veure una cosa que ningú voldria veure - tots els ulls evitarien" vv. 1-3), el poeta descriu ara "la infàmia de Creta", que està en la punta del penya-segat ("roquissar trencat" v. 11) i que va ser "concebuda dins de la falsa vaca".
És el llegendari Minotaure, del que Dante incorpora algunes de les característiques de la mitologia clàssica, especialment el dibuix que en fa Ovidi a l'Ars amatoria: Pasífae, esposa de Minos, per una maledicció de Posidó es va enamorar d'un toro, i només per poder aparellar-se amb ell, es va fer construir una vedella de fusta dins de la qual es va amagar ella i així és com va concebre el monstre del Minotaure. Tancat en el famós laberint de Cnossos, va ser mort per Teseu (Dante li diu "Duc d'Atenes" en quant que era fill de la reina d'Atenes), amb l'ajut d'Ariadna germana del monstre.

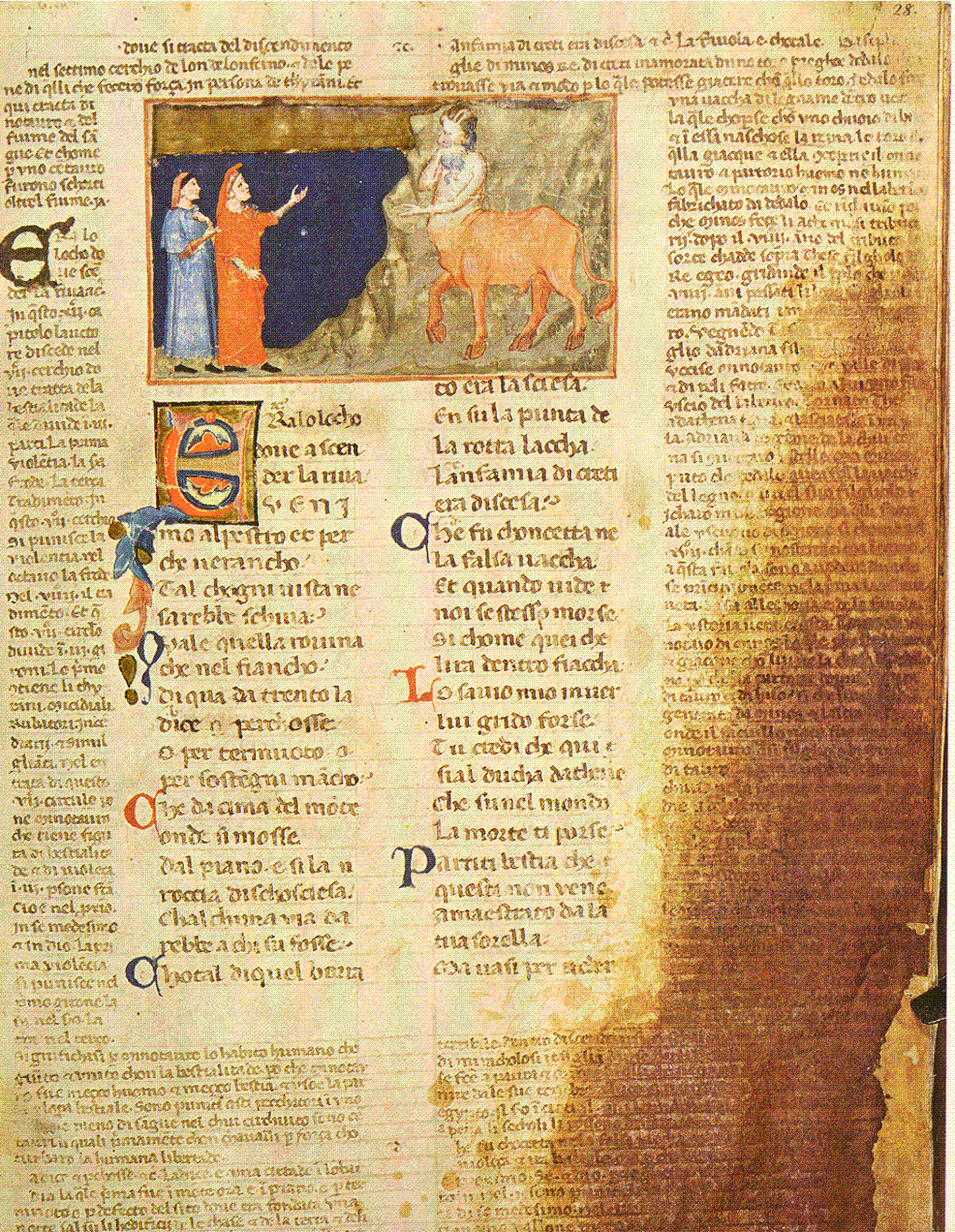
Anònim florentí que mostra el minotaure i els dos poetes en el sete cercle de l'Infern

Aquí el Minotaure es descriu com aixafat per la seva pròpia ira, que el porta a mossegar-se de la mateixa manera que els colèrics a la llacuna Estígia. Virgili l'atia encara més adreçant-li paraules de burla: "Potser creus que ha vingut ací el Príncep d'Atenes que et va donar la mort allà en el món? Aparta't, bèstia, perquè aquest no ve alliçonat per la teua germana, sinó que va a veure les vostres penes"(vv. 16-21). La bèstia grotescament s'enfureix encara més, però com els toros que salten després d'haver rebut un cop mortal, només pot donar batzegades aquí i allà sense sentit, mentre que Virgili suggereix a Dante d'escapolir-se.
A partir de la pobra descripció de Dante i la imprecisió de la seva font (Ovidi) es creu que Dante va imaginar el Minotaure al contrari de la figura que coneixem, és a dir, amb un cos de brau dominat per un bust humà.
L'episodi de la bestialitat irracional del Minotaure (la "boja bestialitat" que s'esmenta en el cant anterior) es contrasta amb l'episodi següent de la trobada amb els Centaures.
Dante no s'està de destacar que la seva pesada figura d'home viu, fa moure en trepitjar-les, roques i pedres que roden cap avall de l'abisme. Virgili li explica com aquest despreniment de terra no hi era quan va baixar a l'infern per primera vegada. Es refereix al que s'explica en el Cant IX, quan descriu com la bruixa Ericto el va forçar a anar a reclamar una ànima al cercle més baix de l'infern; per despertar l'ànima d'un traïdor del cercle de Judes (Giuda). L'episodi és ampliat de Lucano (vegeu Novè Cant, vv.16-30), però la participació de Virgili és una tàctica purament dantesca, per explicar el coneixement del Virgili-guia sobre l'Infern.
Si el viatge imaginari de Virgili va tenir lloc poc després de la seva mort (V c. IX v 25), és a dir, poc després del 19 aC, no va poder haver vist l'esllavissada, produïda, quan hi va haver un terratrèmol que va sacsejar a l'infern després de la mort de Crist (33 dC). Virgili diu que el va sentir poc abans de "vindre aquell que va llevar-li a Dite la gran presa del cercle superior", és a dir que Crist (mai anomenat en l'Infern) va baixar als Llimbs per portar els patriarques de l'Antic Testament al cel, i que el xoc li va fer pensar que l'amor universal s'anava a transformar de nou en el caos, citant les doctrines filosòfiques d'Empèdocles.

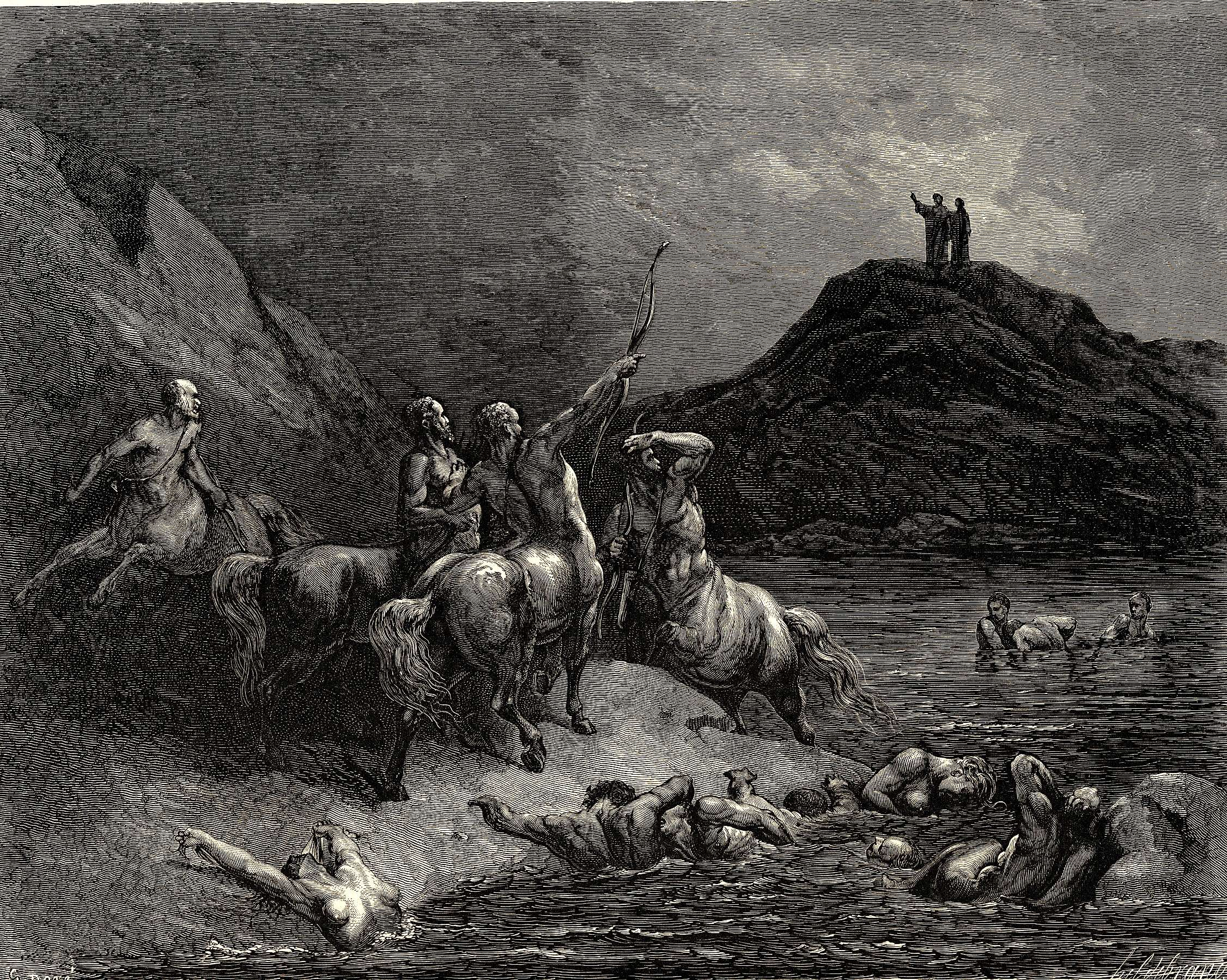
La trobada amb els centaures segons Gustave Doré

### El Flegetont i els Centaures - vv. 46 - 99
Virgili mostra llavors a Dante la "riba de sang", on bullen els violents vers el proïsme. Dante fa una exclamació de tristor de com la ira i la cobdícia (aquí no és entesa com a incontinència) empenyen als actes de violència que són castigats d'aquesta forma per tota l'eternitat. Descriu a continuació, el fossat del llit del riu que ocupa tota la plana, formant un arc, sent l'infern compost de cercles concèntrics, i s'adona que entre l'extrem de l'esllavissament de terres i la riba del riu un grup de centaures armats amb sagetes, van de caça com solien fer en el món dels vius.
Els dos poetes són al seu torn vistos pels centaures, tres dels quals s'apropen cap a ells, amb els arcs a la mà, i un d'ells (Nessus) diu, manant-los a distància: "A quin suplici veniu vosaltres, baixant el coster? Parleu des d'on sou o dispare l'arc."
Virgili respon ràpidament que vol parlar, sí, però només amb Quiró, el més savi dels tres, retraient a Nessus la seva impulsivitat ("prou mal t'ha fet a tu la ira violenta", v. 66), al·ludint al seu desig amb sobtada violència de Deianira, esposa d'Hèrcules, i el seu intent de segrestar-la cosa que li va valdre la mort per part de l'heroi.

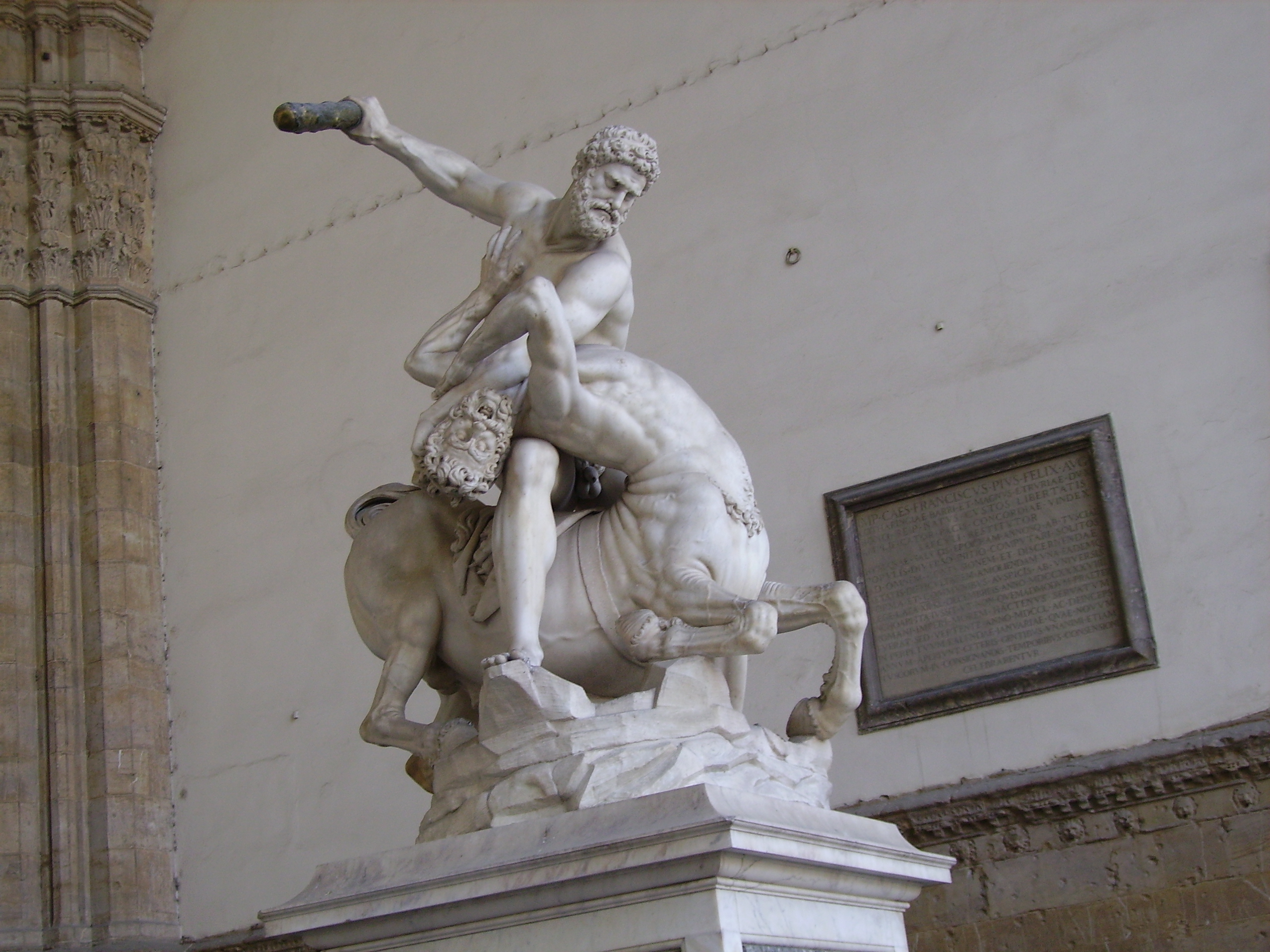
Giambologna-Hercules colpejant al centaure Nessus - Piazza de la Signoria

Mentre que els dos poetes venen a prop dels Centaures, Virgili explica a Dante, qui són els tres centaures que s'han separat del grup: Nessus, que va morir per Deyanira, ja que Hèrcules en veure que la volia segrestar, l'havia ferit amb una sageta enverinada, la sang del centaure i el verí van tacar la camisa que portava i la barreja de les dues substàncies fa un verí letal; llavors Nessus es treu la camisa xopa de sang i verí i li dona a Deianira dient-li que si li donava a Hèrcules, aquest només l'estimaria a ella, però a l'hora de la veritat, quan l'heroi es va posar la túnica aquesta s'adhereix la pell i li produeix danys horribles, i cada vegada que se la vol arrencar es treu també trossos de carn. Hèracles, en el seu dolor, decideix que el cremin viu; per això diu el poema "que ell mateix fou la pròpia venjança"; el segon és Quiró, que va educar ("nodrì") Aquiles; i el tercer centaure és Folus, que estava tan ple d'ira (es va emborratxar en les noces de Pirítous i Hipodamia intentant segrestar a la núvia i les altres dones dels làpites). Els centaures, continua Virgili, corren al voltant del fossat del riu i disparen a qualsevol ànima que surti fora de la sang en major mesura d'aquella que requereix la seva culpa (els diferents nivells d'immersió d'acord amb la culpa s'explicaran més endavant).

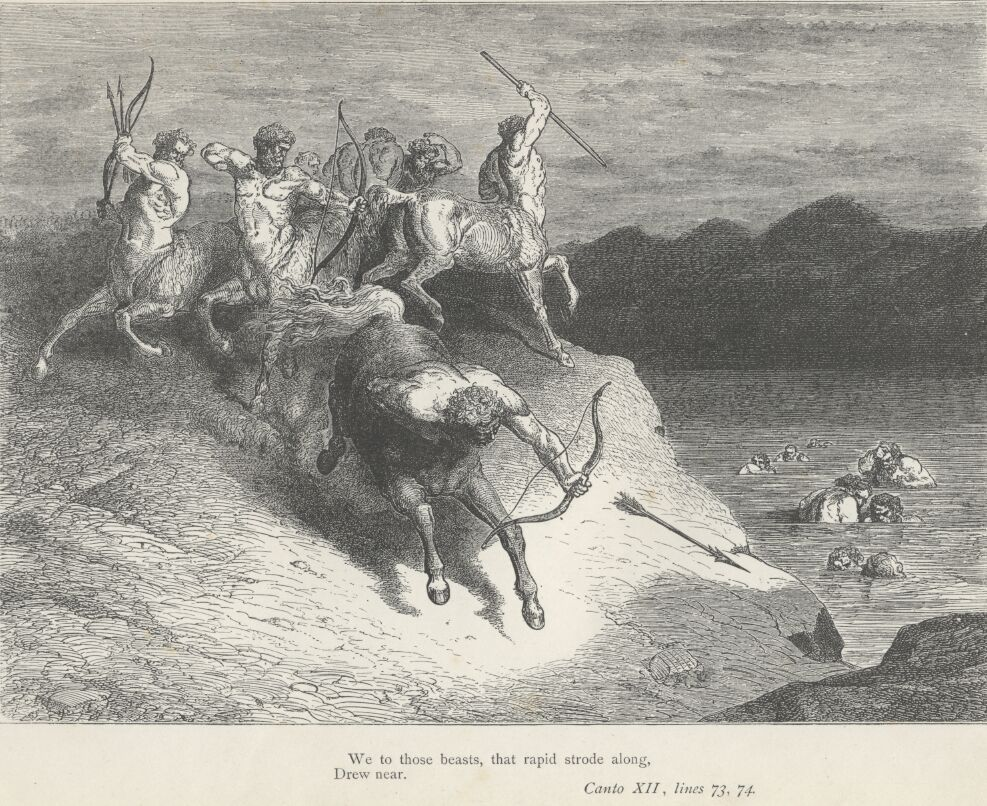
Els centaurs assagetejant els condemnats del Flegetont

Mentrestant, els dos poetes estan al davant d'aquelles bèsties veloces ("snelle" prim o àgil, en italià antic significava ràpid, veloç) i Quiró abans de parlar es divideix la llarga barba amb el culatí d'una sageta: un detall de gran realisme que dona vida a la poesia. Quiró parla llavors i fa observar als seus companys que Dante possiblement està viu perquè mou els còdols que trepitja. Virgili, que ja estava davant del centaure, prop d'on la natura bestial i humana s'uneixen (a l'abdomen), explica que Dante està viu i ell li ha de mostrar la "vall fosca" per necessitat, no per plaer: "Algú" (referint-se a Beatriu) li va demanar que l'acompanyés i cap d'ells dos és un lladre (en referència als pecats castigats en aquest cercle).
Però en nom d'aquella divinitat que li va fer iniciar aquest viatge, Virgili demana a Quiró que els deixi un d'aquests centaures que estan a prop ("a provo"), perquè porti Dante a la gropa i pugui passar a gual el riu, ja que no és un esperit que pugui volar. La preocupació de Virgili està en la necessitat de travessar la sang bullent sense que Dante prengui mal, i aquest cop no s'utilitzarà el recurs del barquer com en l'Aqueront i la Estígia.
Quiró li confia a Nessus, que accepta la tasca de bon grau, encara que no es fa cap més menció al fet de la pujada o el descens de Dante de la gropa del centaure. L'obediència i la grandesa dels centaures (que en Dante és sovint sinònim de grandesa moral) s'oposa a la bestialitat cega del Minotaure trobat prèviament.

### Els violents contra el proïsme - vv. 100-139
Nessus llavors fa de guia per als dos pelegrins que comencen a passar el riu de sang bullent: per una vegada Virgili es manté apartat ("ell és ara el teu guia, i jo el segon", v. 114.).

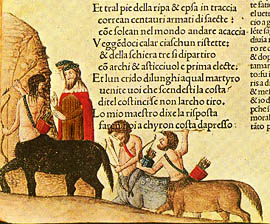
Inf. 12 els centaures del setè cercle de l'infern, anònim septentrional italià

El gran centaure comença il·lustrant-lo sobre les ànimes que estan immerses "fins a les celles", fins als ulls, els tirans que van fer violència, sigui contra les persones o contra els béns de les persones (la distinció de les dues maneres de fer violència als altres és a la base de la pena). Aquí el centaure indica Alexandre i Dionís el Vell, tirà de Siracusa, que va donar anys dolorosos a Sicília ("Cicilia").
No queda clar qui és el tirà Alexandre: es pensa en general en Alexandre de Feres, a Tessàlia, també esmentat juntament amb Dionís en el Livre du Tresor de Brunetto Latini, però alguns també creuen que podria tractar-se d'Alexandre el Gran, tot i que Dante tracta aquest darrer de forma honorable en el Convivio i en el De Monarchia, per tant això faria més improbable que fos ell.
Posteriorment Nessus indica una ànima de cabells negres, Azzolino III de Romano, i un de cabells rossos, Opizzo II d'Este, que "com sap tothom" ("per vero") va ser mort pel seu fillastre: aquí Dante sembla que vol fer una revelació definitiva de rumors que en aquell moment eren incerts.
Arriben després als que estan submergits fins al coll "de dins d'aquell bull", és a dir en el corrent calent ("bullicame", més avant aquest terme serà usat com a nom propi d'una font prop de Viterbo). Aquí Nessus mostra una ombra aïllada, "sola en un cantó" ("da l'un canto sola "), és l'ombra del que "ferí, en l'altar de Déu, el cor que al Tàmesi encara degota."(sobre l'expressió "si cola": persisteix el dubte interpretatiu en el sentit de "degotar sang" perquè no ha estat venjat i l'altre sentit de "si cola" com "es venera", que seria un llatinisme del verb colere).
Aquesta complexa perífrasi assenyala a Guy de Montfort que, en 1272 i per venjar al seu pare mort pel rei d'Anglaterra, Enric III, va matar despietadament i durant una missa a Viterbo al cosí del rei, el benèvol Henry de Cornualla, en presència de Felip III de França i de Carles d'Anjou. El crim va quedar impune (potser per la complicitat del d'Anjou), i va causar gran escàndol. Giovanni Villani recordava com el cor de Henry va ser després portat a Anglaterra i col·locat en una urna d'or sobre una columna del Pont de Londres.
A continuació i de forma successiva Dante veu ànimes que tenen el bust fora del corrent i altres que només tenen immersos els peus en la sang bullent: com ha explicat Virgili al cant anterior, aquests són els saquejadors i violents amb càstigs menys greus. Aquí no són castigats els lladres, que roben amb frau i no amb violència: a ells es dedica una malebolgia (fossat maligne).
Nessus a continuació, explica que així com en aquest punt la profunditat del riu disminueix, a l'altre costat torna a fer-se profunda gradualment, fins a arribar on es troben immersos altres tirans. Allí hi ha Àtila, Pirros (probablement Pirros Neoptolemus, més difícil és que sigui Pirros rei de l'Epir, que fou lloat per Dante en De Monarchia) i Sesto, que probablement significa Sext Pompeu Pius.
També esmenta a dos saquejadors que van "fer tanta guerra en camí ral": Rinieri de Corneto i Rinieri de Pazzi de Valdarno. Mentrestant Nessus ha acabat de travessar el corrent: sense esmentar el descens de la gropa del centaure per part de Dante, dona la volta i torna a passar el gual en direcció oposada.

### El contrapàs
El contrapàs en aquesta secció, és fet a mida dels assassins i s'estén per analogia a tots els altres pecadors castigats aquí: els que van desitjar la sang d'altres, ara s'hi troben submergits.

## Recitat del Cant Dotzè
- Vittorio Gassman: https://www.youtube.com/watch?v=5G0_AxGXkpE&t=182s
- La Divina Commedia in PROSA - Inferno, canto XII: https://www.youtube.com/watch?v=YgheXWS_04s&t=45s
- Comentari amb imatges: https://www.youtube.com/watch?v=fr4P8rDEYEo